# 字花 (雜誌)
《字花》（法語：Fleurs des Lettres）是香港一本雙月刊文學雜誌，於2006年4月創刊，由水煮魚文化製作有限公司出版。用文學視角直接介入社會文化議題。專題以外，每期均有文字、視藝和跨媒體創作，以及文學、影視和文化評論。
雜誌自創刊起便獲香港藝術發展局的資助，有獨立辦公室及全職有薪編輯。 除了出版雜誌，《字花》還不時主辦文學活動及寫作教育培訓工作坊，並與何鴻毅家族基金合辦「筆可能」寫作坊、「在雲上播種」寫作教育培訓工作坊、字在山水「筆可能」文學營。
2011年5月，《字花》踏入第六年，與何鴻毅家族基金合作出版中學寫作教育刊物《筆尖》，隨《字花》雜誌附送。
2013年，水煮魚文化與香港盲人輔導會合作，推出點字版《字花》，免費供視障人士閱讀，同年推出字花 iphone app。2013年7月，《字花》改版，縮細呎吋，並增加頁數至136版。
同年，以「水煮魚文化」名義推出多項文學活動系列，包括文學寫生系列、城市閱讀系列、游擊文學系列等。

## 編輯群
- 創刊編輯群：

謝曉虹、鄧小樺、韓麗珠、袁兆昌、郭詩詠、張歷君
（美術總監：智海、江康泉）
- 第二年編輯群：

謝曉虹、鄧小樺、陳志華、袁兆昌、郭詩詠、張歷君、鄧正健
（美術總監：智海、江康泉，項目主任：陳東禹）
- 第三年編輯群：

鄧小樺、陳志華、陳子謙、袁兆昌、郭詩詠、張歷君、鄧正健
（美術總監：智海、江康泉，行政經理：陳東禹）
- 第四年編輯群：

鄧小樺、陳志華、陳子謙、袁兆昌、郭詩詠、張歷君、鄧正健
（美術總監：江康泉，行政經理：陳東禹，助理編輯：高俊傑）
- 第五年編輯群：

鄧小樺、陳志華、陳子謙、郭詩詠、張歷君、鄧正健、高俊傑
（美術總監：江康泉，行政經理：陳東禹，特約記者：羅樂敏，助理編輯：洪曉嫻、譚穎詩）
- 第六年編輯群：

高俊傑、李卓賢、洪曉嫻、張翠瑜、陸穎魚、盧勁馳
（美術總監：陳家永，行政總監：陳東禹，特約記者：羅樂敏）
（編輯委員會：謝曉虹、鄧小樺、韓麗珠、袁兆昌、張歷君、郭詩詠、智海、江康泉、陳志華、鄧正健、陳子謙）
- 第七年編輯群：

黃靜、李卓賢、洪曉嫻、陸穎魚、張翠瑜、盧勁馳、羅樂敏、安東尼
（美術總監：陳家永，行政總監：洪永起）
（編輯委員會：謝曉虹、鄧小樺、韓麗珠、袁兆昌、張歷君、郭詩詠、智海、江康泉、陳志華、鄧正健、陳子謙）
- 第八年編輯群：

黃靜、洪曉嫻、盧勁馳、羅樂敏、譚以諾、黃納禧、曾淦賢、李嘉儀（助理編輯）、何杏園（助理編輯）
（美術總監：陳家永，行政總監：洪永起，地區文學研究員：陳芊憓）
（編輯委員會：謝曉虹、鄧小樺、韓麗珠、袁兆昌、張歷君、郭詩詠、智海、江康泉、陳志華、鄧正健、陳子謙）

## 雜誌主要內容
- 特集（專題部分）
- 小專題（如「皇后碼頭書店企劃」、「文學節」、「淫審你慢慢來」等）
- 植字、植字練習（文字創作）
- 走著瞧（焦點新作者小輯）
- 書寫的人（以筆談形式與作家進行訪談）
- 喧囂與躁動（文學評論及文化評論）
- 四方月亮（推介及翻譯西方文學文論）
- 易服、造字（視藝及跨媒體創作）
- 作家專欄
- 其他曾經出現的欄目

包括：字花花、讀一車書、文學花邊、文學星座、漫畫騎劫文學、雙城辭典、玩物喪誌、食買瞓、紅白藍、交叉感染、交換城市、十字街頭、眉批等

## 水煮魚文化出版書籍
- 《走著瞧──香港新銳作者六人合集》[4]
- 《一般的黑夜一樣黎明──香港六四詩選》[5]
- 《造字》[6]
- 《書寫的人》[7]
- 《閒行社企》[8]
- 《文學星座》[9]
- 《郊遊－－香港中文大學吐露詩社2009-2013年度詩集》[10]
- 《傘托邦——香港雨傘運動的日與夜》[11]
- 《城市日記》[12]
- 《第41屆青年文學獎得獎作品結集》[13]

## 曾策劃／主辦活動
- 《字花》綻放儀式暨香港閱讀文化討論會
- 香港文學節交流會：文學閱讀與日常生活
- 「惡死能登會」閱讀討論會
- 香港書展：「字花花‧口花花」香港文學青年吹水會
- 「賣夢的人」徵稿活動
- 「夢見卡夫卡的65個人」活動
- 「缺席聆訊卡夫卡」閱讀座談會
- 牛棚書展馬拉松讀書會：喬治．巴塔耶
- 「如此時代，怎樣作家？」座談會
- 「白痴筆記」徵稿活動
- 台北誠品書店：鏡像與對流──台灣與香港的文學因緣
- 台北有河book：幹嘛搞文學？還搞成這樣？──香港文學雜誌《字花》
- 台北小小書房：夢文字．亂開花──《字花》的香港年輕文學
- 文學月會：新媒體與當代文學
- 「惡童筆記」徵稿活動
- 香港文學節：文學撈飯
- 香港社會發展論壇讀書會：文學公共人
- 「怪人就是我朋友」徵稿活動
- 台北書展：香港人讀甚麼，寫甚麼──大國陰影下的手眼協調
- 台北舊香居：行動的人，異議的歌謠──對談社運參與或者青年寫作
- 台北有河book：閃吧！親密──葉輝、夏夏相約有河的文藝對談
- 「一般的黑夜一樣黎明」六四二十週年詩歌音樂會
- 「在雲上播種」寫作教育培訓工作坊
- 「當愛情衰亡，書寫才剛開始」梁文道、葉輝談愛情書寫
- 「現實主義的政治」週末系列講座
- 九龍城書節：香港民俗文化與創作
- 台北書展：香港民俗文化與創作
- 「香港滅亡原因」徵稿活動
- 香港文學節：不文學──不規範中文創作交流會
- 文學．修辭．政治── 從「起錨」與「超錯」系列的修辭學談起
- 「我地未死！有排！」──《走著瞧》作者談寫作
- 青年作者：六神合體還是六神無主？──《走著瞧》新書發佈暨圍讀會
- 同代小說：《西夏旅館》與《自然史》的對話
- 第五屆工人文學獎講座、工人文學創作坊[14]
- 「成語新解」徵稿活動
- 九龍城書節：字花創意寫作坊、文學館的教育之門
- 「書寫力量──青年文學的社會實踐」對談會
- 台北書展：「潛行．夜行──香港漫遊」座談[15]
- 「詩歌改變核世界」徵稿活動
- 「影像時代之戰鬥」徵稿活動
- 字在山水──筆可能文學營2011[16][17][18]
- 「有人喜歡詩——辛波絲卡迷你圍讀會」（2012年5月19日）
- 香港文學節2012：「香港文學走出香港」（2012年6月29日）
- 「偏心書評——公開的個人閱讀路線」（2012年7月7日）
- 《字花》徵　詩．極短篇　送給　反國教朋友（2012年9月7日）
- 黃碧雲圍讀會（2012年10月27日）
- 台北書展2013：既文學，且類型：伊格言 x 可洛
- 台北書展2013：《字花》座談會：寫作如何教育
- 台北書展2013：曹疏影新書唱讀會
- 台北書展2013：童話×詩：詩的童話性
- 文學寫生I：櫻花（2013年2月2日）
- 與城市工人並肩」詩會（2013年4月21日）
- 城市閱讀系列：在城市的脈搏閱讀——電車讀書會（2013年6月9日）
- 文學寫生II：夜訪螢火蟲（2013年6月29日）
- 《字花》改版派對：未來文學敘舊（2013年7月13日）
- 香港書展2013：鍾玲玲新作圍讀會（2013年7月22日）
- 文學沙龍：說故事的人同學會（2013年8月17日）
- 大寫同志——同志讀本的軌跡（2013年10月12日）
- 城市閱讀系列：「抗爭‧閱讀」讀書會（2013年11月16日）
- 游擊文學系列：文學報佳音（2013年12月24日）

## 外部連結
- 官網：網誌，網站 （页面存档备份，存于）
- 在《月台》上開出《字花》：文學雜誌新裝上路 （页面存档备份，存于）
- 《誠品好讀》07年10月號介紹《字花》 （页面存档备份，存于）
- , （原始内容存档于2010-01-12）[永久]
- 梁文道：香港80后的特别之处（視頻） （页面存档备份，存于）
- 梁文道：香港80后的特别之处（文字版本） （页面存档备份，存于）
- 「筆可能」文學營：「字在山水」網站 （页面存档备份，存于）